# Eduardo Hernández-Sonseca
Eduardo Hernández-Sonseca Lorenzo (Madrid, 21 giugno 1983) è un ex cestista spagnolo che giocava come centro.

## Palmarès
- Campionato spagnolo: 1

Real Madrid: 2006-2007
- Copa del Rey: 1

Joventut Badalona: 2008
- Liga catalana: 2

Joventut Badalona: 2007, 2008
- Copa Princesa de Asturias: 1

Oviedo: 2017
- ULEB Cup: 2

Real Madrid: 2006-2007
Joventut Badalona: 2007-2008